# Rudolf Jeny
Rudolf Jeny (Budapest, Hungría 2 de marzo de 1901 - mayo de 1975) fue un futbolista y entrenador de fútbol húngaro. En España entrenó al Atlético de Madrid.

## Trayectoria

### Jugador
Nacido en Budapest, Jeny comenzó jugando al fútbol como extremo izquierdo en un equipo de su ciudad natal, el Kispest AC (hoy Budapest Honvéd FC), club en el que militó hasta 1923. Posteriormente pasó al MTK Hungária FC y finalmente, en la temporada 1933/1934 formó parte del Sporting de Lisboa, donde compaginó los puestos de jugador y entrenador.
Fue internacional con la Selección de fútbol de Hungría, con la que jugó un total de 20 partidos entre 1919 y 1926 y con la que participó en los Juegos Olímpicos de París 1924.

### Entrenador
Comenzó su carrera como entrenador en España, estando al frente del Atlético de Madrid entre 1930 y 1933. La temporada 1933/1934 fichó por el Sporting de Lisboa de Portugal, donde sería entrenador y jugador. Tras la Segunda Guerra Mundial permanecería en su país natal, Hungría, siendo entrenador del Vasas SC (1951/1952), Dorogi FC (1953), Szeged Progreso (1954), Győri ETO FC (1955), ZTE (1959) y finalmente el Diósgyőri VTK en 1963.

## Títulos
Como jugador fue campeón de Liga en Hungría en las temporadas 1923/1924 y 1924/1925. Igualmente fue campeón de Copa en 1925, siendo elegido en 1924 como Jugador del Año en su país natal.